# Пригревица
Пригревица (мађ. Bácsszentiván) је насеље у општини Апатин, у Западнобачком округу, у Србији. Према попису из 2022. било је 3121 становника (према попису из 2011. било је 4016 становника).

## Географија
Пригревица је лоцирана у североисточном делу општине Апатин заузима површину од око 4.000 хектара и по величини је треће место у општини и налази се на веома повољном географском положају. Од града Апатина удаљена је 10 km, а од града Сомбора око 20 km. Налази се на пружном правцу Суботица — Винковци, а кроз насеље пролази пут који веже Апатин са Новим Садом.
у близини места се налази ДТД канал који је удаљен око 2 km од центра самог места.
Атар места Пригревица се налази на лесној тераси, близу њеног контакта са алувијалном равни реке Дунав. После 1958. године кад је почела изградња мрежа канала ДТД која је обезбедила повлачење подземних вода и простор за врло плодно земљиште у атару места.
При ископавању у дубљим деловима земљишта постоје термалне воде чија се температура креће од 30 до 50 степени, зависно од дубине слоја. Кориштење ових вода је резултовало изградњом једне од првих бања на територији Војводине која се налазила у самом месту Пригревица, а у данашње време је изграђен и цео бањски комплекс између Пригревице и Апатина у шуми Јунаковић са истоименим називом Бања Јунаковић, која данас спада у ред најмлађих и најатрактивнијих бањско—рекреативних центара у Војводини.

## Клима
Климатски услови су доста повољни вегетативни период траје између 240-260 дана у години, а укупно трајање сунчевог сјаја током године износи око 2113 сата, што је и један од предуслова за успешну ратарску производњу. Распоред падавина је добар највеће количине падавина током године износе око 71 mm по метру, а најмање око 31 mm.
Лета су топла, а зиме хладне. Равница је отворена и изложена утицајима атлантске и евроазијске климе, што често доводи до јаких ветрова. Годишње има око 90 топлих дана, а од тога око 30 са тропским врућинама где температуре достижу и до 40 степени, а зимске температуре могу пасти и до -30 степени.

## Историја
Име данашње Пригревице се мењало кроз шест векова дуг период, према претпоставкама овај назив је везан и асоцира на место где сунце пригрејава. Име Пригревице се 1772. године први пут спомиње као једна реч Сентиванпригревица, а 1893. као Пригревица.
Католичка црква у Пригревици посвећена је Светом Јовану Крститељу, а изграђена је 1787. године од стране Дворске коморе, за време свештеника Јосефа Бернолака, бившег језуите. Располагала је изузетно вредним инвентаром, крижни пут је радио фламански мајстор из седамнаестог века. Барокна предикаоница је била под заштитом државе. Црква је спаљена у децембру 1991. године, а после разнета експлозивом. За овај чин нико није одговарао нити је спроведена истрага.
Пред наступом Црвене армије 1944. године становништво које је насељавало Пригревицу вршило је евакуацију у правцу Мађарске, транспорт је ишао преко Сомбора и Бездана. Нису сви становници отишли па је неколико немачких и мађарских породица остало у месту (око 150 породица). У ноћи између 21-22. октобра 1944. године у место улази Црвена армија (претходница) без борбе и отпора локалног преосталог становништва.
Почетком 1945. године у месту се формира Управа Народних добара која броји око тридесетак запослених лица и има задатак да сачува напуштену имовину и припреми за долазак колониста у место. У Војводину је током колонизације дошло око 286.000 хиљада људи који су насељени у 114 места у Војводини.
Свети Иван је добило назив Пригревица 14. маја 1947. године, кад је Народни одбор на својој седници донео одлуку да се место од тог дана назива само Пригревица.

## Демографија
Место је колонизовано махом житељима Лике и Баније који и данас живе у Пригревици. С обзиром да је структура становништва које је досељено махом српске националности, данас у Пригревици апсолутну већину становништва представљају лица српске националности. Оваква структура је и у околним местима: Апатин, Кљајићево, Станишић, Бачки Брестовац и др. 97% становника Пригревице су досељеници из Лике и Баније, из разних места, на пример Госпић, Удбина, Доњи Лапац, Двор на Уни, Глина, Петриња итд.
Колонизација је текла организовано. Прво су се у полазним местима оснивала прихватилишта и сабирни центри, а онда се заједнички кретало на пут. Читава насеља су се налазила на прузи Загреб — Винковци — Нови. По доласку се вршио попис и додељивање кућа у зависности од броја чланова у домаћинству. Највећи део становника је стигао у Пригревицу у јесен 1945. године и пролеће 1946. године, око 94% свих колонизованих породица. Колонизација је настављена и даље мада у мањем обиму.
Први званични подаци о броју становника потичу из 1948. године. Тада је у месту било 5.129 становника, од чега 92% колониста. У каснијем периоду је број становника спорије растао а касније и падао до данашњег времена махом због смањења природног прираштаја као и миграције у градове и одласка на привремени рад у иностранство. До краја 1961. место је имало преко 880 насељених породица, односно око 4.800 становника. Претпоставља се да је половином деведесетих због доласка лица избеглих из рата у Хрватској, Пригревица у једном тренутку бројала чак око 7.000 становника.
У насељу Пригревица живи 3999 пунолетних становника, а просечна старост становништва износи 42,6 година (40,5 код мушкараца и 44,5 код жена). У насељу има 1630 домаћинстава, а просечан број чланова по домаћинству је 2,93 (попис 2002).
Ово насеље је великим делом насељено Србима (према попису из 2002. године), а у последња три пописа, примећен је пад у броју становника.
Према попису становништва из 2002. године Пригревица има 4.786 становника.
| Демографија | Демографија | Демографија |
| Година      | Становника  | Становника  |
| ----------- | ----------- | ----------- |
| 1948.       | 5.219       |             |
| 1953.       | 5.480       |             |
| 1961.       | 5.449       |             |
| 1971.       | 5.033       |             |
| 1981.       | 5.026       |             |
| 1991.       | 4.842       | 4.726       |
| 2002.       | 4.781       | 4.932       |
| 2011.       | 4.016       |             |

| Етнички састав према попису из 2002.‍ | Етнички састав према попису из 2002.‍ | Етнички састав према попису из 2002.‍ | Етнички састав према попису из 2002.‍ | Етнички састав према попису из 2002.‍ |
| ------------------------------------ | ------------------------------------ | ------------------------------------ | ------------------------------------ | ------------------------------------ |
|                                      |                                      |                                      |                                      |                                      |
| Срби                                 | Срби                                 |                                      | 4.569                                | 95,56%                               |
| Хрвати                               | Хрвати                               |                                      | 50                                   | 1,04%                                |
| Југословени                          | Југословени                          |                                      | 29                                   | 0,60%                                |
| Мађари                               | Мађари                               |                                      | 21                                   | 0,43%                                |
| Албанци                              | Албанци                              |                                      | 7                                    | 0,14%                                |
| Црногорци                            | Црногорци                            |                                      | 6                                    | 0,12%                                |
| Немци                                | Немци                                |                                      | 4                                    | 0,08%                                |
| Македонци                            | Македонци                            |                                      | 4                                    | 0,08%                                |
| Словаци                              | Словаци                              |                                      | 3                                    | 0,06%                                |
| Роми                                 | Роми                                 |                                      | 3                                    | 0,06%                                |
| Муслимани                            | Муслимани                            |                                      | 3                                    | 0,06%                                |
| Словенци                             | Словенци                             |                                      | 1                                    | 0,02%                                |
| Румуни                               | Румуни                               |                                      | 1                                    | 0,02%                                |
| Буњевци                              | Буњевци                              |                                      | 1                                    | 0,02%                                |
| Бугари                               | Бугари                               |                                      | 1                                    | 0,02%                                |
| непознато                            | непознато                            |                                      | 4                                    | 0,08%                                |

## Спорт
Овде је некада постојао фудбалски клуб Братство 1946 али је премештен 2020. године у Стару Пазову. Годину дана пре премештања старог клуба, у селу је 2019. године покренут нови фудбалски клуб "Братство 2019". Поред фудбалског у селу постоји и Рукометни клуб "Пригревица" који наступа у "Другој лиги север" (четвртом рангу рукометног такмичења Србије).

## Познате личности
- Јован Пашти (*1924), балетски играч
- Жељко Ребрача (*1972), познати кошаркаш
- Јово Остојић (1952–2017), политичар и песник

## Привреда
Најчешће ратарске културе које се сеју су кукуруз и пшеница а сеју се и репа, сунцокрет, соја...
Шумски комплекс под називом Шума Јунаковић који се простире на 218 хектара и налази се у западном делу атара места Пригревице.
| Година пописа     | 1948. | 1953. | 1961. | 1971. | 1981. | 1991. | 2002. |
| ----------------- | ----- | ----- | ----- | ----- | ----- | ----- | ----- |
| Број домаћинстава | 1.044 | 1.166 | 1.378 | 1.435 | 1.549 | 1.594 | 1.630 |

| Број чланова      | 1   | 2   | 3   | 4   | 5   | 6  | 7  | 8 | 9 | 10 и више | Просек |
| ----------------- | --- | --- | --- | --- | --- | -- | -- | - | - | --------- | ------ |
| Број домаћинстава | 316 | 420 | 310 | 342 | 159 | 60 | 17 | 3 | 1 | 2         | 2,93   |

| Пол    | Укупно | Неожењен/Неудата | Ожењен/Удата | Удовац/Удовица | Разведен/Разведена | Непознато |
| ------ | ------ | ---------------- | ------------ | -------------- | ------------------ | --------- |
| Мушки  | 2.006  | 629              | 1.197        | 114            | 66                 | 0         |
| Женски | 2.145  | 391              | 1.213        | 475            | 66                 | 0         |
| УКУПНО | 4.151  | 1.020            | 2.410        | 589            | 132                | 0         |

| Пол    | Укупно                    | Пољопривреда, лов и шумарство | Рибарство                            | Вађење руде и камена | Прерађивачка индустрија       |
| ------ | ------------------------- | ----------------------------- | ------------------------------------ | -------------------- | ----------------------------- |
| Мушки  | 877                       | 252                           | 1                                    | 0                    | 322                           |
| Женски | 571                       | 89                            | 0                                    | 1                    | 234                           |
| УКУПНО | 1.448                     | 341                           | 1                                    | 1                    | 556                           |
| Пол    | Производња и снабдевање   | Грађевинарство                | Трговина                             | Хотели и ресторани   | Саобраћај, складиштење и везе |
| Мушки  | 7                         | 62                            | 55                                   | 21                   | 63                            |
| Женски | 0                         | 6                             | 72                                   | 32                   | 10                            |
| УКУПНО | 7                         | 68                            | 127                                  | 53                   | 73                            |
| Пол    | Финансијско посредовање   | Некретнине                    | Државна управа и одбрана             | Образовање           | Здравствени и социјални рад   |
| Мушки  | 8                         | 3                             | 39                                   | 18                   | 13                            |
| Женски | 13                        | 4                             | 15                                   | 36                   | 50                            |
| УКУПНО | 21                        | 7                             | 54                                   | 54                   | 63                            |
| Пол    | Остале услужне активности | Приватна домаћинства          | Екстериторијалне организације и тела | Непознато            | Непознато                     |
| Мушки  | 13                        | 0                             | 0                                    | 0                    | 0                             |
| Женски | 9                         | 0                             | 0                                    | 0                    | 0                             |
| УКУПНО | 22                        | 0                             | 0                                    | 0                    | 0                             |